# Toleman TG185
Chronologie des modèles (1985)
Toleman TG184
La Toleman TG185 est la monoplace de Formule 1 engagée par l'écurie britannique Toleman dans le cadre du championnat du monde de Formule 1 1985. Elle est pilotée par les Italiens Teo Fabi et Piercarlo Ghinzani. Elle est mue par un moteur avec quatre cylindres en ligne turbocompressé Hart et chaussée de pneumatiques Pirelli.

## Historique

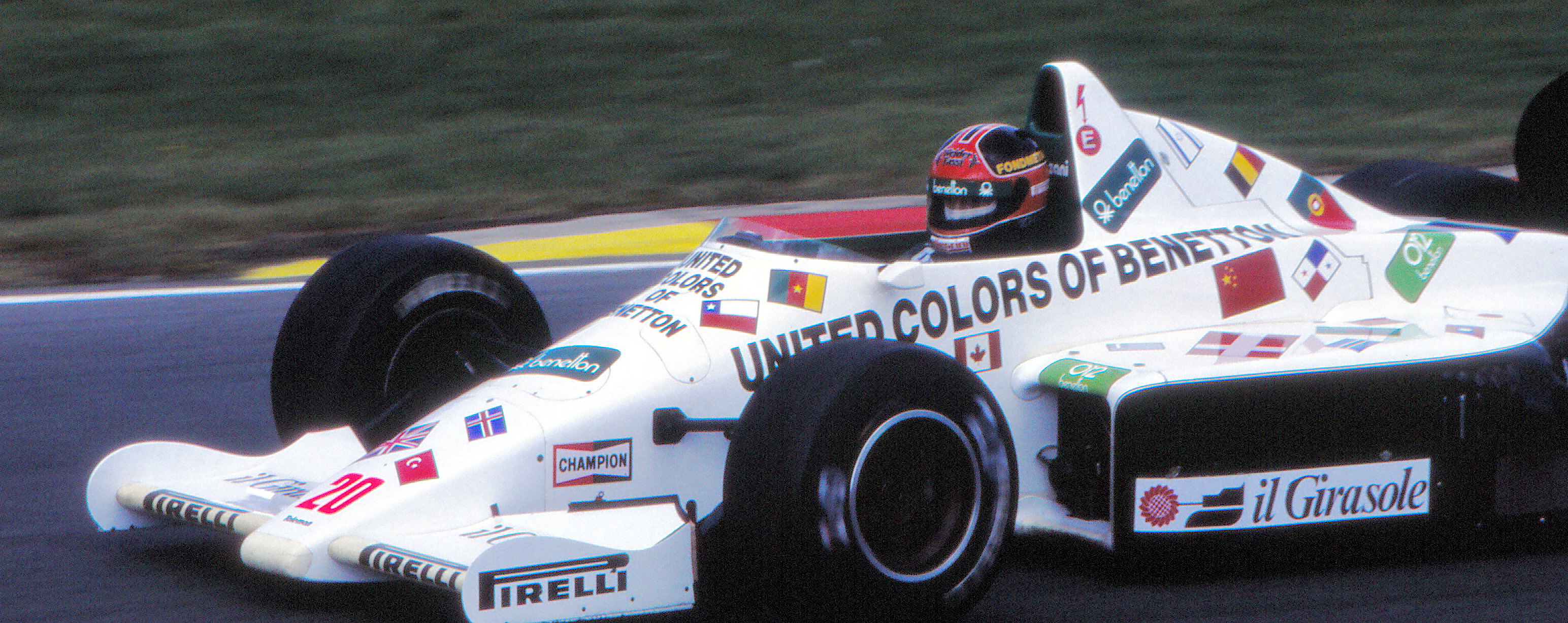
Piercarlo Ghinzani à bord de la Toleman TG185 au Grand Prix d'Europe 1985.

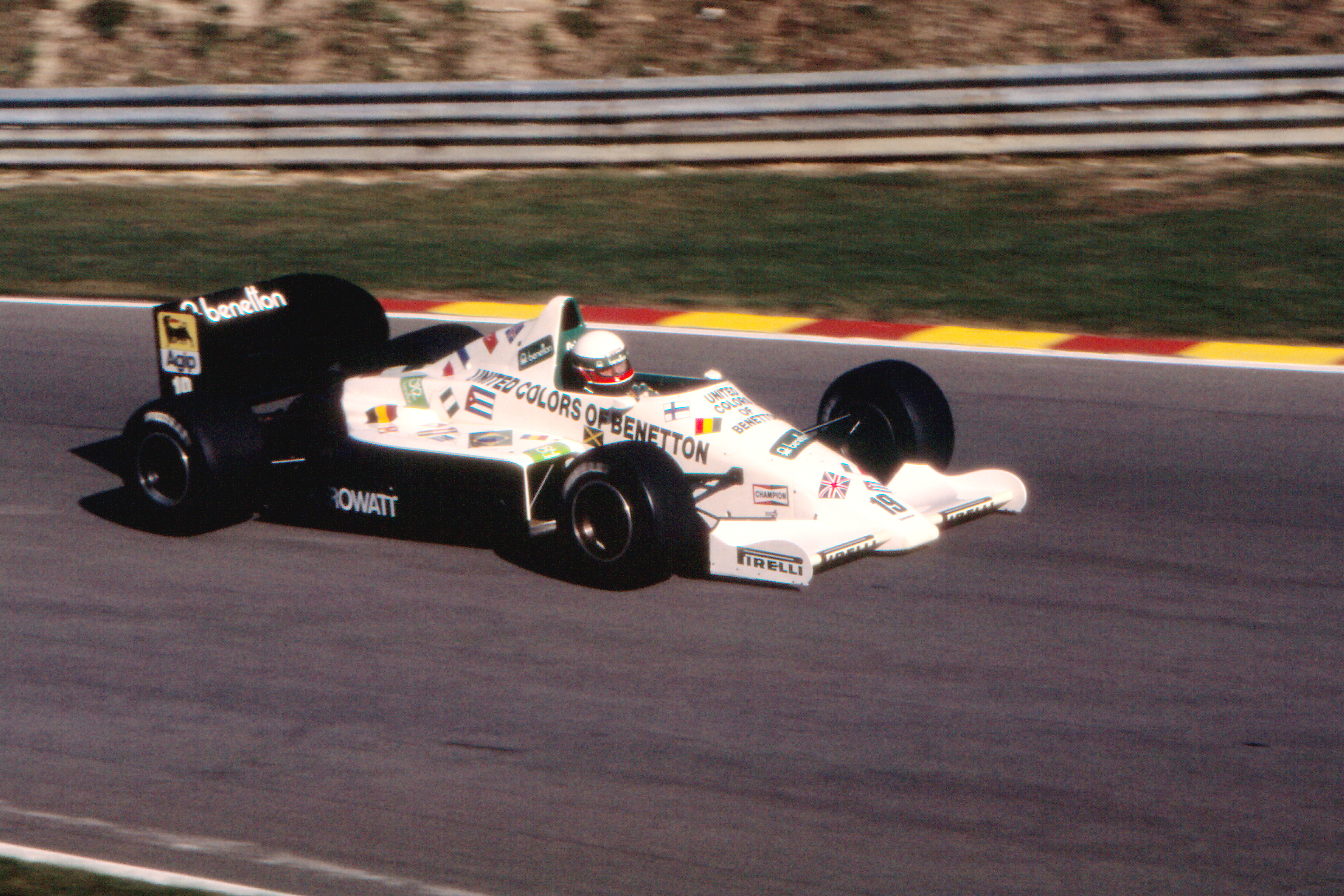
Tout comme son équipier, Teo Fabi abandonne lors du Grand Prix d'Europe 1985.

La Toleman TG185 est censée être pilotée par le Suédois Stefan Johansson et le Britannique John Watson. Cependant,Toleman déclare forfait pour les trois premières manches du championnat : l'écurie britannique n'a plus de fournisseur de pneumatiques depuis le départ de Michelin de la Formule 1, tandis que Goodyear a atteint son quota d'équipes à fournir et que Pirelli ne digère pas sa rupture de contrat avec Toleman lors du Grand Prix de Saint-Marin. Cette situation pousse Stefan Johansson à rejoindre la Scuderia Ferrari, en remplacement de René Arnoux, limogé en marge de la deuxième manche, disputée au Portugal. John Watson se retrouve sans volant, puisqu'une seule voiture est engagée en début de saison.
L'entreprise Benetton devient commanditaire et actionnaire de l'écurie : l'argent injecté permet à Toleman de racheter le contrat liant l'écurie Spirit Racing, à l'agonie financière, à Pirelli. L'écurie britannique fait donc son retour lors de la quatrième manche du championnat, à Monaco, avec l'Italien Teo Fabi.
Fabi, en treize engagements, n'est classé qu'à deux reprises, en France, où il est quatorzième, malgré une panne d'essence à quatre tours de l'arrivée, et en Italie, où il rallie l'arrivée en douzième et avant-dernière position, à quatre tours du vainqueur Nelson Piquet,.
Teo Fabi décroche la première pole position de sa carrière, la seule de l'histoire de Toleman, lors de la neuvième manche de la saison, en Allemagne : l'Italien s'élance en piste en tout début de séance qualificative et décroche un temps de référence, avant la tombée de la pluie qui ne permet pas à ses concurrents de faire mieux,,. En course, Fabi subit un problème d'embrayage et ne part que deux secondes après le reste du peloton, perdant le bénéfice de sa première place. Il abandonne au vingt-neuvième tour, à la suite de la casse de cette même pièce.
À partir du Grand Prix d'Autriche, une deuxième monoplace, confiée à l'Italien Piercarlo Ghinzani, est engagée. Celui-ci abandonne à toutes les courses auxquelles il prend part.

## Résultats en championnat du monde de Formule 1
| Saison | Écurie                   | Moteur              | Pneus   | Pilotes            | Courses | Courses | Courses | Courses | Courses | Courses | Courses | Courses | Courses | Courses | Courses | Courses | Courses | Courses | Courses | Courses | Points inscrits | Classement |
| Saison | Écurie                   | Moteur              | Pneus   | Pilotes            | 1       | 2       | 3       | 4       | 5       | 6       | 7       | 8       | 9       | 10      | 11      | 12      | 13      | 14      | 15      | 16      | Points inscrits | Classement |
| ------ | ------------------------ | ------------------- | ------- | ------------------ | ------- | ------- | ------- | ------- | ------- | ------- | ------- | ------- | ------- | ------- | ------- | ------- | ------- | ------- | ------- | ------- | --------------- | ---------- |
| 1985   | Toleman Group Motorsport | Hart 415 T L4 turbo | Pirelli |                    | BRÉ     | POR     | SMR     | MON     | CAN     | DET     | FRA     | GBR     | ALL     | AUT     | P-B     | ITA     | BEL     | EUR     | AFS     | AUS     | 0               | 16e        |
| 1985   | Toleman Group Motorsport | Hart 415 T L4 turbo | Pirelli | Teo Fabi           |         |         |         | Abd.    | Abd.    | Abd.    | 14e     | Abd.    | Abd.    | Abd.    | Abd.    | 12e     | Abd.    | Abd.    | Abd.    | Abd.    | 0               | 16e        |
| 1985   | Toleman Group Motorsport | Hart 415 T L4 turbo | Pirelli | Piercarlo Ghinzani |         |         |         |         |         |         |         |         |         | Np.     | Abd.    | Abd.    | Abd.    | Abd.    | Abd.    | Abd.    | 0               | 16e        |

Légende : ici 